# Смрековница
Смрековница (алб. Smrekonicë) је насеље у општини Вучитрн на Косову и Метохији. Према попису становништва на Косову 2011. године, село је имало 1.646 становника, већину становништва чине Албанци..

## Географија
Село је на подножју Копаоника, на Смрековачкој реци. Збијеног је типа. У низу кућа и с једне и с друге стране реке пружа се низ долину за читав километар. Дели се на махале Мустафовића, Османовића и Весељовића, чији су називи по родовима који у њима живе, тако да само род Ајдиновић нема своје махале, он је у махали Мустафовића.

## Историја
Арбанаси не знају јесу ли им преци при досељавању затекли село. Ниже село има једно муслиманско гробље које зову Вора т’ Ћамаратве (Ћамаратско гробље), по роду Ћамарату из В. Кичића, који је пре њих ту био настањен.
Родови
- Мустафовић (6 к.)
- Ајдиновић (5 к.)
- Османовић (16 к.)
- Весељовић (14 к.), сви од фиса Бериша. Постали су од тројице досељене браће из Малесије крајем 18. века. Род Ајдиновић се доселио из Батвара (заселак Гојбуље) око 1820. Појасеви за Мустафовиће у 1934. од досељења: Незир, Мустафа, Ајриз, Мусгафа, Алил, Ајзир (50 год.). За Весељовиће: Меа, Браим, Аџа, Весељ, Бека, Суља (50 година).

## Демографија
| Демографија | Демографија | Демографија |
| Година      | Становника  | Становника  |
| ----------- | ----------- | ----------- |
| 1948.       | 505         |             |
| 1953.       | 563         |             |
| 1961.       | 671         |             |
| 1971.       | 904         |             |
| 1981.       | 1.215       |             |
| 1991.       | 1.382       |             |
| 2011.       | 1.646       |             |